# فطار أذني
فطار أذني (بالإنجليزية: Otomycosis)‏ التهاب فطري في الأذن، هو عبارة عن عدوى فطرية سطحية لقناة الأذن الخارجية. وهو أكثر شيوعًا في البلدان الاستوائية. قد تكون العدوى إما تحت الحادة أو حادة، وتتميز بإفرازات كريهة الرائحة، والتهاب، وحكة، وعدم راحة شديدة. يمكن أن يحدث التقيح بسبب العدوى البكتيرية الإضافية عادًة بسبب أنواع الزائفة وأنواع المتقلبات. تنتج العدوى الفطرية التهاب، تقشر النسيج الطلائي السطحي، كتل من الحطام تحتوى على الخيوط الفطرية والقيح مع الألم.

## العلامات والأعراض
يعد وجود حطام أبيض-رمادي سميك، وثقل في الأذن من النتائج الأكثر شيوعًا في فحص الأذن.

## الأسباب
معظم التهابات الأذن الفطرية تنتج عن رشاشية سوداء (بالإنجليزية: Aspergillus niger)‏، رشاشية دخناء (بالإنجليزية: Aspergillus fumigatus)‏، مبيضة بيضاء (بالإنجليزية: Candida albicans)‏، بنيسيليوم (بالإنجليزية: Penicillium)‏. لكن توجد استثناءات.

## التشخيص
قد تظهر الكتلة الفطرية بلون أبيض أو بني أو أسود. وتم تشبيهها بقطعة مبللة من ورق الترشيح. من خلال فحصها بواسطة منظار الأذن، تظهر رشاشية سوداء كنمو خيطي برأس أسود، وتظهر رشاشية دخناء بلون أزرق فاتح أو أخضر، أما مبيضة فتظهر بيضاء أو كريمية.

## العلاج
يتم علاج الفطار الأذني عن طريق الإنضار يتبعه إعطاء مضادات فطرية موضعية. ويتم علاج العلامات والأعراض بواسطة مضادات الهستامين عن طريق الفم.[بحاجة لمصدر] وجدت دراسة أجريت في إيران، أن 10 مل من حمض الخليك 2% مع 90 سم مكعب من إيزوبروبانول 70% كان فعالًا.